# DiiVA
DiiVA(Digital Interactive Interface for Video & Audio)は、Synerchip社が開発した非圧縮映像音声信号、及びデータ信号を運ぶ新しい伝送方式、及びインターフェイス。
HDMIが非圧縮映像音声信号を伝送するのに対し、DiIVAでは非圧縮映像音声信号に加え、データ信号(USB, イーサネット, IR)、電力を伝送することができる。また、伝送にはカテゴリー6ケーブル (CAT6/6a)を使用し、通常で40mと長い距離の伝送をサポートしている。